# Eduardo Filipe Mota Mendonça
Eduardo Filipe Mota Mendonça (* 29. Januar 1998 in Vila Nova de Gaia) ist ein portugiesischer Handballspieler.

## Karriere
Mendonça begann in seiner Jugend beim Colégio dos Carvalhos Handball zu spielen.
2014/15 und 2015/16 lief der Kreisläufer für den FC Porto auf. 2016/17 und 2017/18 wurde er vom FC Gaia unter Vertrag genommen. Für die Saison 2018/19 stand Mendonça im Aufgebot vom Académico Basket Clube. in den nächsten drei Jahren lief er in dieser Reihenfolge für den FC Gaia, Boavista Porto und SC Horta auf.
2022/23 wurde der Rechtshänder von Pfadi Winterthur verpflichtet und lief damit erstmals in einer Liga außerhalb Portugals auf. Im Dezember 2022 wurde er "wegen groben Verstosses gegen die Sportlichkeit", von der Disziplinarkommission Leistungssport, zu einer Sperre von drei Spielen und einer Busse von 600 Schweizer Franken Verurteilt. Anfang der Saison 2023/24 wechselte Mendonça zu Frigoríficos del Morrazo in die Liga Plenitude. 2024/25 wurde er von den Jags Vöslau für die Handball Liga Austria verpflichtet.